# Chelonus leptogaster
Chelonus leptogaster är en stekelart som beskrevs av Mccomb 1968. Chelonus leptogaster ingår i släktet Chelonus och familjen bracksteklar. Inga underarter finns listade i Catalogue of Life.